# Dyke

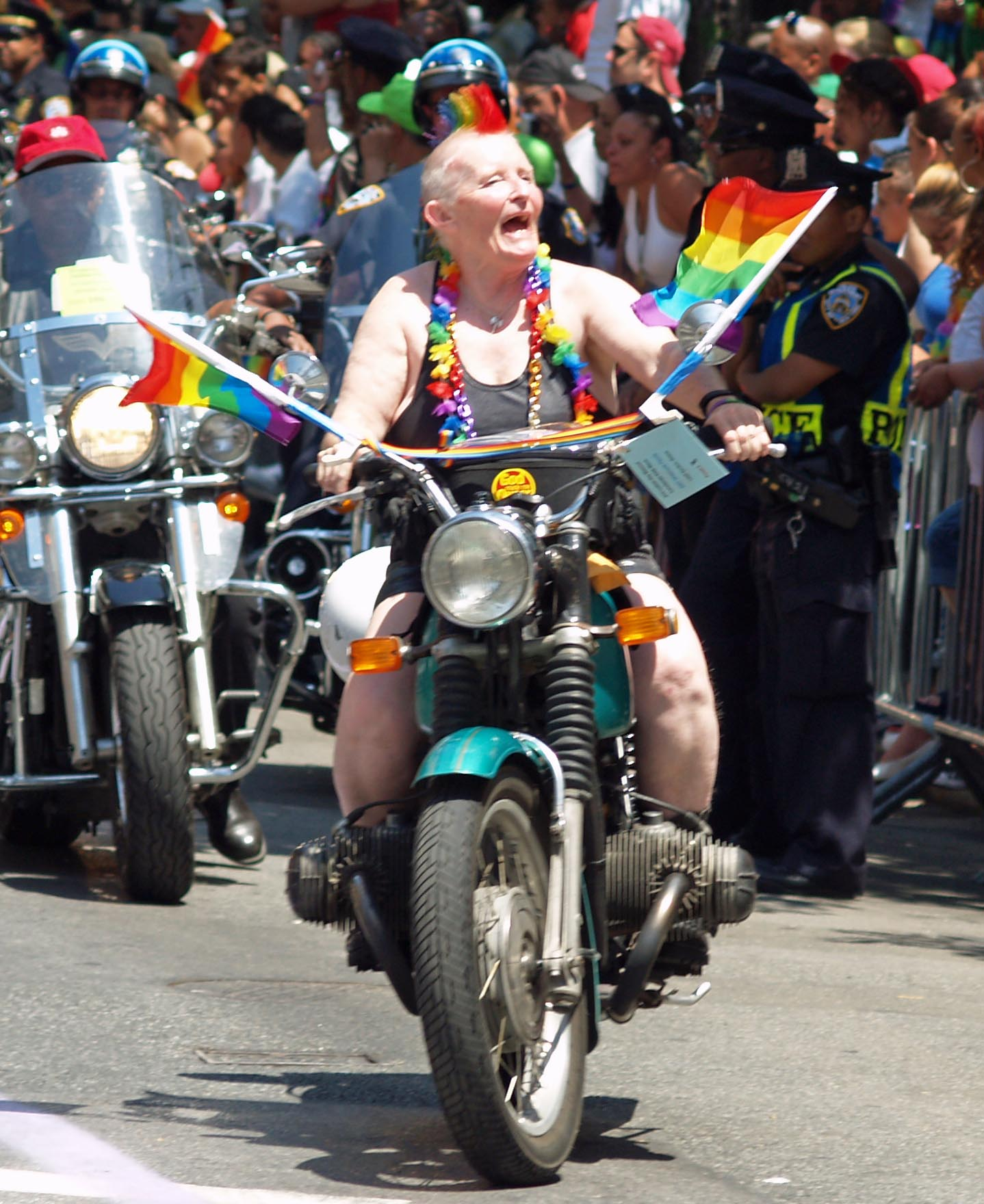
Dyke sulla moto nel Gay pride di New York del 2007.

Dyke nello slang è un termine inizialmente dispregiativo e denigrante, etichettava la donna come una camionista (butch). Tuttavia, il termine trova anche dei risvolti positivi, poiché implica l'assertività e la tenacia della persona, o semplicemente neutrali, come sinonimo di lesbica, indipendentemente dal genere di espressione individuale.

## Origini
Le origini del termine sono poco conosciute; per l'Oxford English Dictionary l'avvento della parola è da far risalire al 1942. È sul finire del XX secolo che la definizione viene inglobata nella cultura LGBT, comparendo nel fumetto Dykes to Watch Out For.